# Joze
Joze é uma comuna francesa na região administrativa de Auvérnia-Ródano-Alpes, no departamento Puy-de-Dôme. Estende-se por uma área de 19,38 km². Em 2010 a comuna tinha 1 129 habitantes (densidade: 58,3 hab./km²).